# Rolls-Royce Silver Shadow
La Silver Shadow est une automobile de prestige du constructeur automobile britannique Rolls-Royce et commercialisée de 1965 à 1980. La variante cabriolet est commercialisée sous le nom de Rolls-Royce Corniche à partir de 1971. La Silver Shadow est produite de 1965 à 1976 et la Silver Shadow II de 1977 à 1980. À son époque, elle fut la Rolls-Royce la plus vendue. 
La Rolls-Royce Silver Shadow se place à la seconde place du Trophée européen de la voiture de l'année 1966 derrière la Renault 16.

## Nom du modèle
Initialement, le modèle devait s'appeler « Silver Mist », une évolution naturelle par rapport au modèle précédent « Silver Cloud ». Le nom a été changé en « Silver Shadow » après avoir réalisé que mist, signifiant brouillard en anglais, voulait dire en allemand fumier, ordures ou saleté.

## Historique

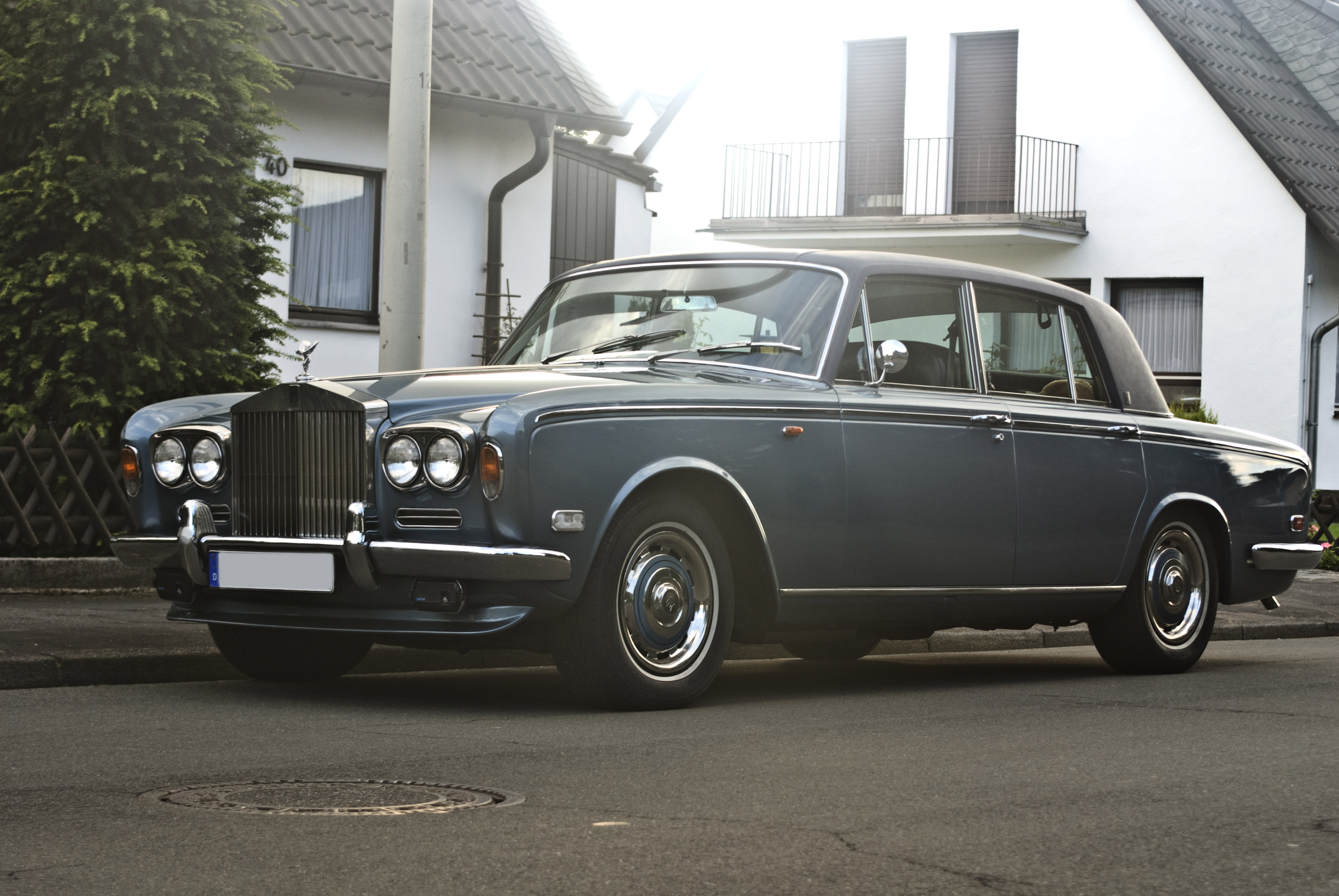
Rolls-Royce Silver Shadow 1972 Edition Sport.

Rolls-Royce met un temps de gestation historique, soit dix ans de conception et de mise au point de la Silver Shadow à Crewe en Angleterre. Et fait passer sa production de la « tradition conservatrice » à l'ère moderne de la « démocratisation » (relative) avec un prix pour la première fois inférieur à 100 000 francs de 1965, soit 131 861 livres sterling ou 154 647 euros de 2023 la première année de production. Ce qui constitue une révolution historique pour la marque.
Abandonnant le châssis séparé, la Silver Shadow se présente comme la première monocoque autoportante de la marque. Elle est la première Rolls-Royce équipée de quatre roues indépendantes. Constituée de bras longitudinaux, la nouvelle suspension arrière se voit épaulée par un correcteur d'assiette automatique et hydraulique, qui utilise le brevet Citroën sur sa suspension hydropneumatique ; d'abord monté sur les quatre roues, il sera réservé aux roues arrière à partir de 1969.
Toutefois, ce qui pourrait passer pour une révolution chez Rolls-Royce n'est en fait qu'une actualisation tardive. Car toutes ces solutions techniques modernes ont depuis longtemps été utilisées par tous les constructeurs concurrents (comme la structure monocoque adoptée par Vauxhall dès 1937 et par Ford Dagenham en 1950). L'usine de Crewe apparaît à la fois archaïque et conservatrice.
La Silver Shadow est également la première Rolls-Royce à recevoir des freins à disque. Elle en est dotée sur les quatre roues (deux étriers à l'avant). Avec un triple circuit assisté, son système de freinage s'impose d'ailleurs comme un modèle de sophistication. Le premier circuit assure l'essentiel de l'efficacité de l'ensemble en commandant un des deux étriers de chaque disque avant et ceux de l'arrière, le second agit sur le second étrier des disques avant et le troisième, non assisté, intervient sur les étriers arrière. Un limiteur de pression, évitant le blocage des roues arrière, complète le dispositif. Autre nouveauté, une direction assistée, équipée d'un amortisseur, est livrée en série.

## Carrosserie ponton

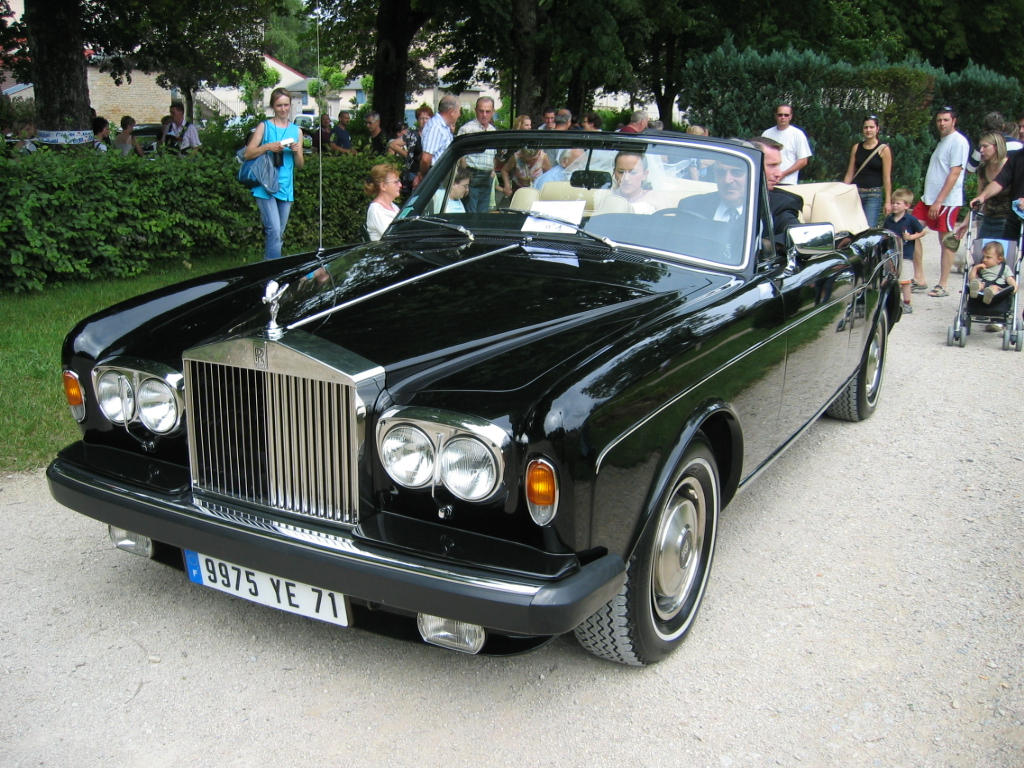
Variante coupé cabriolet Corniche de 1971.

Avec sa silhouette abaissée et anguleuse, la Silver Shadow est le passage de Rolls Royce à la ligne ponton, soit vingt ans après les pionniers du genre. Le design modernisé et européanisé est symbolisé par sa ceinture de caisse rectiligne, qui abandonne les ailes semi-intégrées de la Silver Wraith. Cette cession à la mode ambiante et à l'abandon de son style très british sera décriée par les puristes, la Silver Shadow se révèle moins représentative d'une certaine culture. 
Pourtant sa forme sobre et très homogène est empreinte d'une noble élégance. Le profil révèle un remarquable équilibre des proportions, avec un pavillon bien centré entre une poupe symétrique du long et imposant capot. Certains spécialistes estiment que la Silver Shadow reste la dernière Rolls-Royce à la ligne vraiment séduisante. Son successeur à partir de 1980, la Silver Spirit apparaît beaucoup trop massive.
Son gabarit réduit fait de la Silver Shadow une « petite » Rolls-Royce avec une longueur de 5,17 mètres, soit dix centimètres de moins que sa devancière. Son empattement de 3,03 mètres autorise une meilleure maniabilité avec un rayon de braquage de 4,70 mètres contre 6 mètres pour la Silver Cloud. Moins spacieuse, elle prend les traits d'une simple berline à quatre places. Autre révolution, la Silver Shadow est conçue pour être conduite surtout par son propriétaire et plus rarement par un chauffeur professionnel.
Une version à châssis long est lancée en 1969. L'empattement gagne dix centimètres et l'habitacle est doté d'une séparation chauffeur ainsi que deux climatisations séparées. Ce modèle représentera un exemplaire sur cinq vendu dans cette configuration.
Le passage à la carrosserie autoportante a donné le coup de grâce aux carrossiers. Park Ward et H.J. Mulliner sont rachetés par Rolls-Royce qui standardise la production. Néanmoins, ces derniers réaliseront en 1966 un très élégant coupé, en fait une berline deux portes dotée d'un léger décrochement marquant la naissance des ailes arrière. Seul James Young continue de transformer une quinzaine de berlines fournies par l'usine. Mais il est racheté par Barclay, agent Rolls-Royce en 1969.

## Moteur

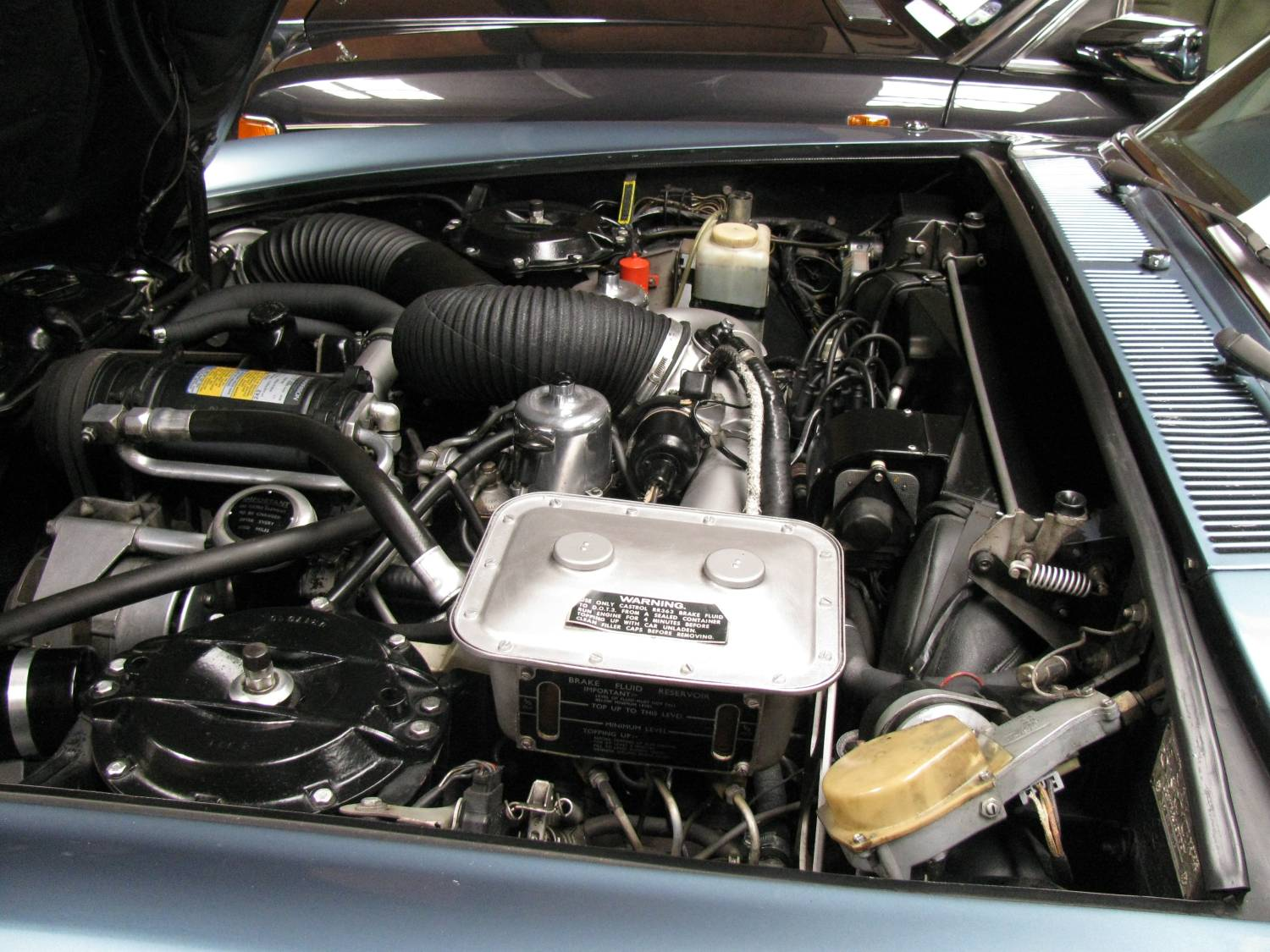
Rolls-Royce Silver Shadow 6¾ l.

Ce modèle est équipé du moteur de sa devancière, un V8 de 6,2 litres 172 hp (128 kW) de 1965 à 1969 et d'un V8 de 6,75 litres 189 hp (141 kW) de 1970 à 1980 à course courte et vilebrequin monté sur cinq paliers, dont le bloc et les culasses sont réalisés en aluminium. On estime sa puissance à 200 ch. Mais Rolls-Royce refuse de donner la puissance et les couples de ses moteurs. Sa consommation est de 25 litres au 100 en conduite coulée et au moins 35 litres en conduite urbaine. 
Les voitures destinées au marché intérieur sont équipées de la transmission General Motors Hydramatic à quatre vitesses construites sous licence par Rolls-Royce, tandis que celles construites pour l'exportation (conduite à gauche) bénéficient de la nouvelle boîte Hydramatic Turbo à trois vitesses importée des États-Unis (elle équipera tous les modèles à partir de 1968).
Modifié en 1970, le moteur voit sa cylindrée passer à 6 750 cm3 après réalésage. Le vilebrequin a également été redessiné et la puissance gagne une vingtaine de chevaux au même régime de 4 500 tr/min.

## Evolutions

### Silver Shadow II

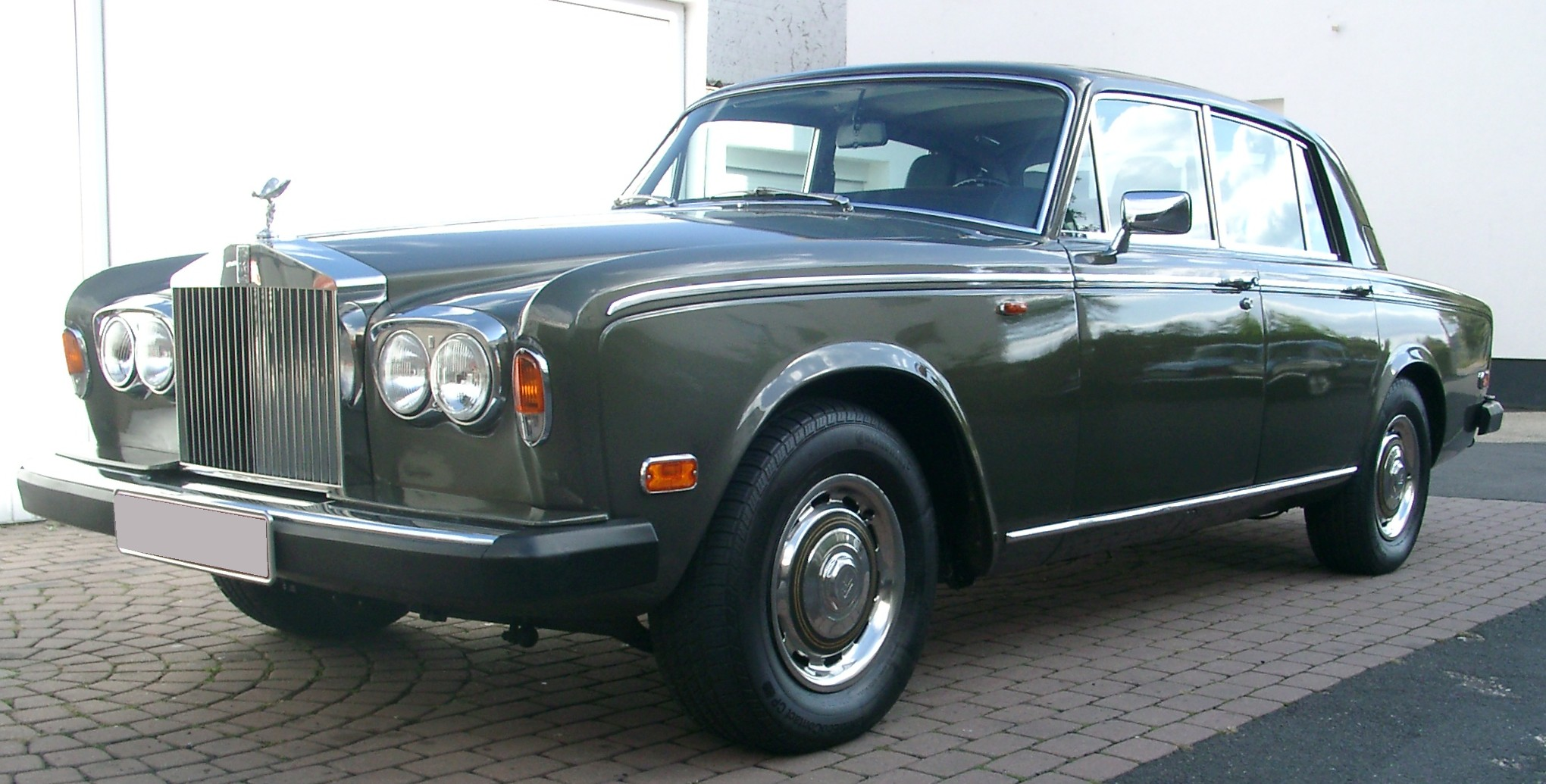
Rolls-Royce Silver Shadow II

En mars 1977, la Silver Shadow II est présentée au Salon international de l'automobile de Genève pour faire face à la concurrence (la Silver Spirit n'apparaîtra qu'en 1980) avec de légères modifications symboliques de sa carrosserie, la carrosserie est quasiment identique. Elle reçoit certaines améliorations techniques dont une direction à crémaillère. La suspension avant est également perfectionnée pour assurer à la voiture une meilleure tenue en courbe tout en diminuant le roulis. Afin de réduire la consommation et la pollution, la carburation se voit dotée d'un contrôle électronique de carburation et d'une double sortie d'échappement, tandis que les voitures exportées aux États-Unis et au Japon devront s'accommoder d'un taux de compression réduit à 7,3.
Des changements mineurs, l'aménagement intérieur bénéficie d'un tableau de bord redessiné et d'un nouveau volant à deux branches. Le niveau d'équipement franchit un nouveau pas avec le cruise control et surtout l'automatisation complète de la climatisation et même du chauffage de la lunette arrière.
Au niveau carrosserie, la Silver Shadow II s'identifie grâce à ses pare-chocs, plus épais et plus résistants pour satisfaire aux nouvelles normes de sécurité, ainsi qu'à la présence d'un bouclier, qui réduit encore la hauteur de la calandre. On peut également constater la disparition des prises d'air sous les phares, dotés dorénavant d'un dispositif de lavage, tandis qu'une double sortie d'échappement apparaît à l'arrière.

### Silver Wraith II

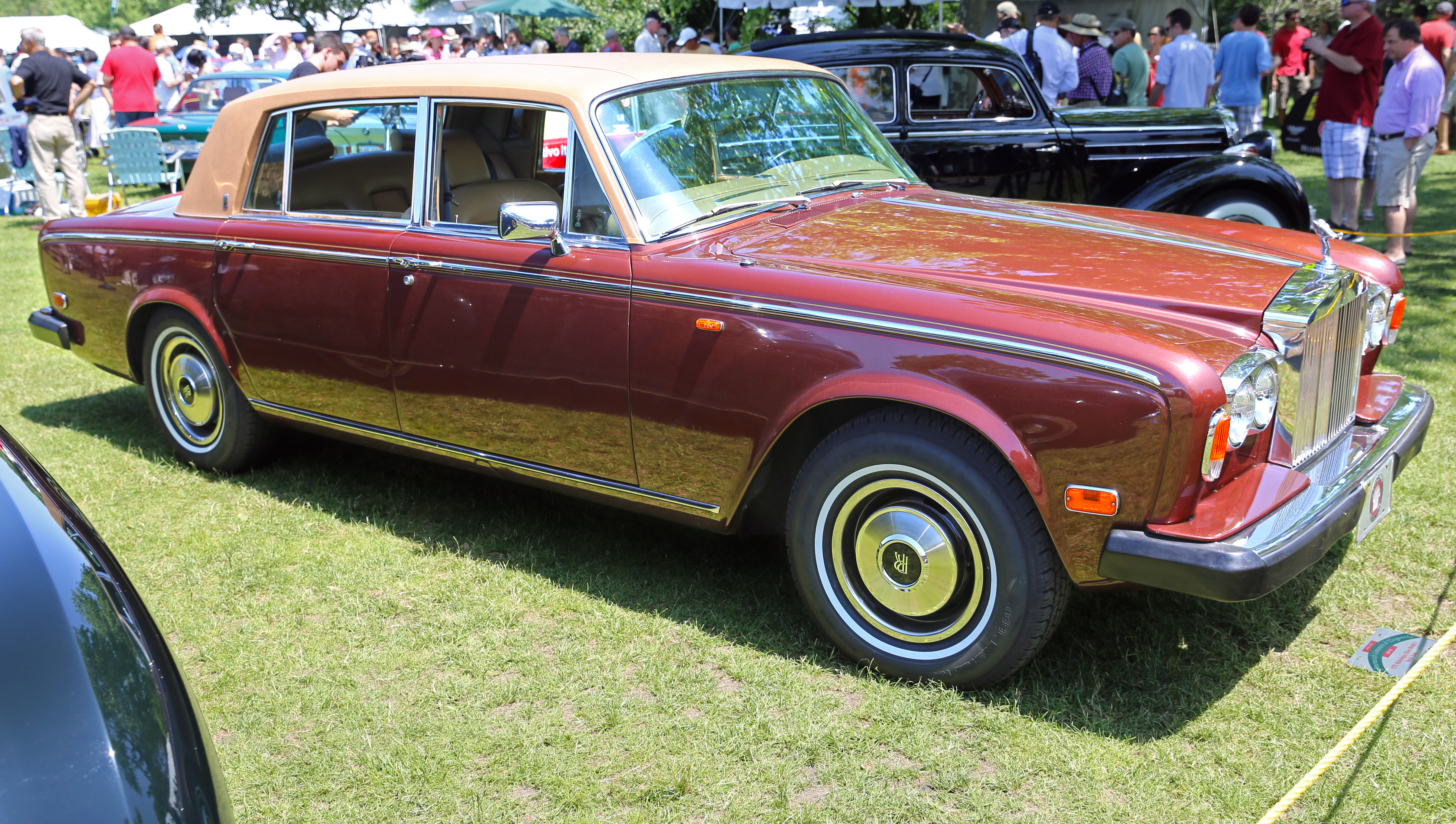
Rolls-Royce Silver Wraith II aux États-Unis

La Silver Shadow LWB (pour Long-wheelbase), version à empattement long de la Rolls-Royce Silver Shadow de 1re génération, devient pour l'occasion la Silver Wraith II, lors de la sortie en 1977 de la seconde mouture de la Silver Shadow. Elle reçoit cette appellation spécifique en référence à l'illustre série commercialisée après-guerre, la Rolls-Royce Silver Wraith.
La Silver Wraith II pousse le luxe jusque dans ses derniers retranchements : carrosserie rallongée de 10 cm au seul profit des passagers arrière et de leur confort, toit recouvert en 
Everflex (en), lunette arrière plus petite pour voir sans être vu ; dans l'esprit « Opera window » qui règne à l'époque chez nombre de constructeurs automobiles, peinture avec livrée deux tons (option), séparation vitrée à commande électrique avec la partie chauffeur (option), autoradio à cartouches quadriphoniques 8 pistes pour bercer les oreilles des mélomanes qui prennent place derrière la séparation centrale.
Tous ces équipements avaient pour seul but de conférer à la Silver Wraith II un sentiment de luxe absolu par rapport à une Silver Shadow II que d'aucuns considéraient déjà comme une voiture très richement dotée. Cette variante pèse ainsi 150 kilos de plus que la Silver Shadow II.
La Rolls-Royce Silver Wraith II sera produite à 2 135 exemplaires et proposée au prix astronomique de 334 000 francs français en 1977 ; à titre de comparaison, le vaisseau amiral de la gamme Mercedes de l'époque, la très exclusive Mercedes-Benz 450 SEL 6.9, était déjà vendu 228 000 francs français.

#### Silver Wraith II Stretch Limousine
L'usine Rolls-Royce construisit une version spéciale Stretch Limousine en 1979. Elle fut commandée par Bhagwan Shree Rajneesh. Le gourou avait une collection de plus de 100 Rolls-Royce.

## Bentley T

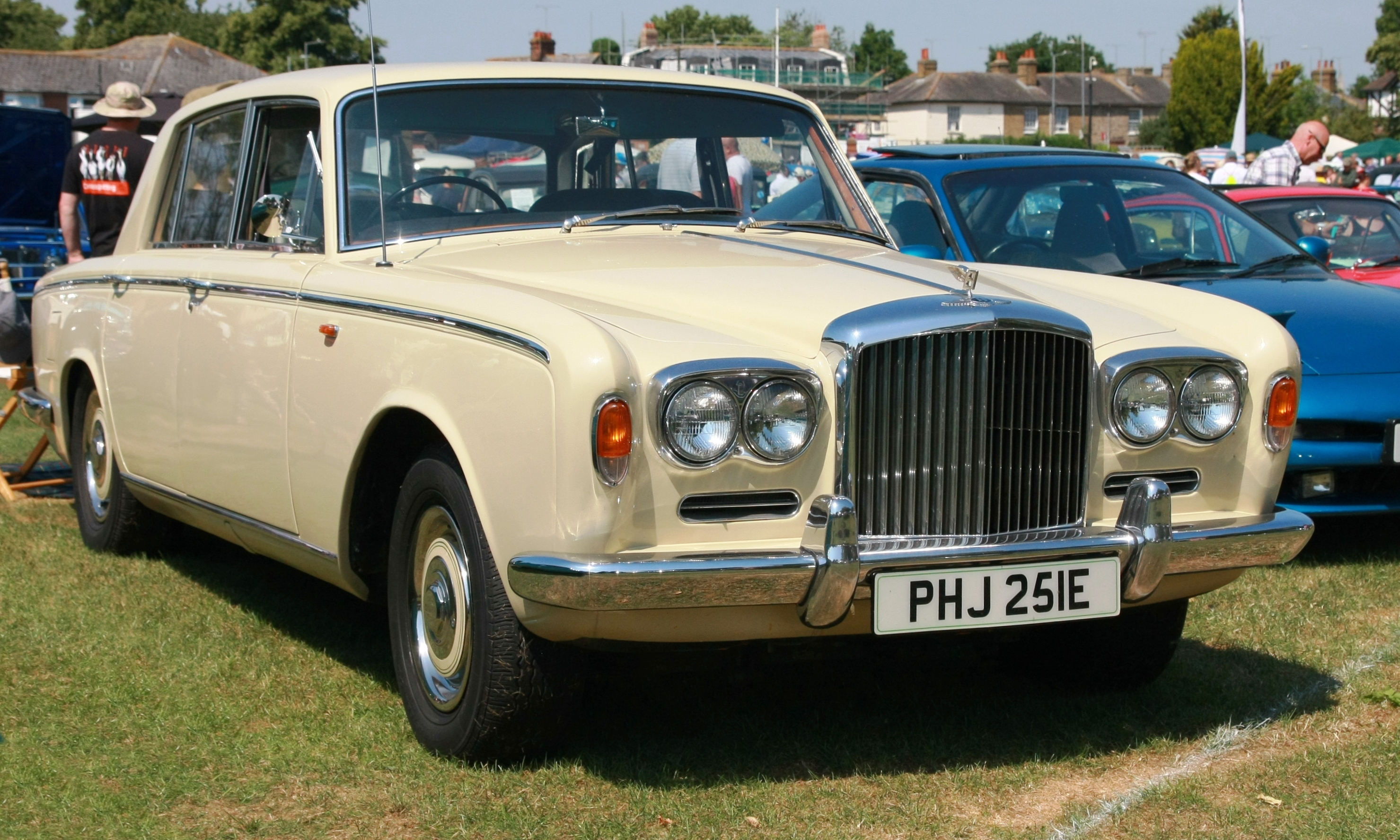
Bentley T (1967).

Une variante Bentley T est commercialisée sur la base des Silver Shadow avec pour seules différences la forme de la calandre et les emblèmes Bentley en lieu et place des sigles Rolls-Royce. Présentée au Salon de Paris de 1965, la T1 est suivie en mars 1966, au Salon de Genève, d'un coupé succédant au coupé S3 tandis qu'un cabriolet apparaît au Salon de Francfort de 1967. L'année suivante, Pininfarina réalisera un coupé évoquant quelque peu l'esprit de la première Continental. Ce prototype sans lendemain inspirera cependant le dessin de la peu élégante Camargue. 
Pour suivre l'apparition des versions Silver Shadow II, la Bentley T1 se transforme en T2. Produite de 1977 à 1980 à seulement 558 exemplaires pour la version berline et 10 exemplaires en châssis long LWB, elle constitue une variante rare. Il semble que les acheteurs de l'époque se soient révélés plus sensibles au caractère démonstratif de la Rolls-Royce, plutôt qu'à la calandre au style plus sportif de la Bentley. 
La variante coupé cabriolet est commercialisée sous le nom de Bentley Corniche à partir de 1971.

## Production totale
| Type de véhicules                                    | Période de production | Nombre |
| ---------------------------------------------------- | --------------------- | ------ |
| Rolls-Royce Silver Shadow                            | 1965–1977             | 16 717 |
| Rolls-Royce Silver Shadow LWB                        | 1969–1977             | 2 776  |
| Rolls-Royce Silver Shadow two door saloon            | 1965–1971             | 591    |
| Rolls-Royce Silver Shadow, James Young 2 door saloon | 1966–1971             | 15     |
| Rolls-Royce Silver Shadow Pininfarina coupé          | 1968                  | 1      |
| Rolls-Royce Silver Shadow Cabriolets                 | 1967–1971             | 505    |
| Rolls-Royce Silver Shadow II                         | 1977–1980             | 8 425  |
| Rolls-Royce Silver Wraith II                         | 1977–1980             | 2 145  |

## Divers
- C'est au volant d'une Silver Shadow cabriolet que l'humoriste Fernand Raynaud trouve la mort le 28 septembre 1973, alors qu'il se rend à Clermont-Ferrand pour y faire un gala au profit d'ouvriers[7].

- Une Rolls-Royce Silver Shadow est visible dans les films L'Inceste, Les Séducteurs, Le Piège infernal ainsi que dans de nombreuses séries télévisées britanniques telles que Chapeau melon et bottes de cuir, Amicalement vôtre, Les Professionnels, Angoisse ou Doctor Who[8].